# St. Jakob-Park
A bázeli St. Jakob-Park (korábban St. Jakob-Stadion, a helybéliek "Joggeli"-nek nevezik) jelenleg Svájc legnagyobb labdarúgó-stadionja a St. Jakob Sportcentrum része. Ez a stadion az otthona a FC Basel labdarúgó-csapatnak. Itt rendezték meg a 2008-as labdarúgó-Európa-bajnokság 3 csoportmérkőzését (köztük a nyitómeccset), 2 negyeddöntőt, és az egyik elődöntőt.
A világhírű Herzog & de Meuron építészeti iroda által tervezet stadion befogadóképessége az átadásakor 31 539 fő volt. Jelenleg újabb emeleti szektorok nyitásával ez a szám 37 500-ra nőtt. Ezzel a befogadóképességet tekintve beérte a régi St. Jakob stadiont, amely 36 000 fős volt (túlnyomórészt állóhely). Az eredeti stadiont az 1954-es labdarúgó-világbajnokságra építették, és kétszer is 60 000 fő néző töltötte meg, amivel a svájci stadioncsúcsot tartja.
Ez a stadion – a Stade de Suisse mellett – az ország másik négycsillagos labdarúgó-stadionja.
A tavasz végén bezárják a stadiont, hogy kibővítsék 42 500 fősre az Európa-bajnokság miatt. Aztán a kontinensviadal után visszabontják, így 38 500 fő lesz a végleges kapacitása.
A stadion könnyűzenei koncerteknek is otthont ad, többek között rendeztek már itt AC/DC, Bryan Adams, Herbert Grönemeyer, és Nubucco koncertet is.
|                           |
| St. Jakob-Park-i panoráma |